# Луїза Турн-унд-Таксіс
Луїза Турн-унд-Таксіс (нім. Luisa von Thurn und Taxis), повне ім'я Луїза Матильда Вільгельміна Марія Максиміліана фон Турн-унд-Таксіс (нім. Luisa Mathilde Wilhelmine Marie Maximiliane von Thurn und Taxis), 1 червня 1859 — 20 червня 1948) — принцеса з династії Турн-унд-Таксіс, донька принца Турн-унд-Таксіс Максиміліана Антона Ламорала та баварської принцеси Олени Віттельсбах, дружина принца Гогенцоллерн-Зігмаринен Фрідріха.

## Біографія
Луїза народилась 1 червня 1859 року у палаці Таксіс в Дішинґені. Вона була первістком родини принца Максиміліана Антона Турн-унд-Таксіс та його дружини Олени Баварської. Незабаром народилися ще троє дітей: донька Єлизавета і сини Максиміліан та Альберт. Батько помер, коли дівчинці було 8 років. Матір почала активно займатися благочинністю і справами дому Турн-унд-Таксіс. Фактично вона стала головою династії до повноліття Максиміліана.
У 20 років Луїза пошлюбилася із 36-річним принцом Фрідріхом Гогенцоллерн-Зігмаринен. Весілля відбулося 21 червня 1879 року у Регенсбурзі. Дітей у подружжя не було.
Фрідріх помер у 1904 році. Луїза пішла з життя багато років потому, вже після Другої світової у 1948 році.